# Christa Deguchi
Christa Deguchi (Nagano, 29 oktober 1995) is een Canadees-Japanse judoka. Deguchi is olympisch kampioen en tweevoudig wereldkampioen in de klasse tot 57 kilogram. Ze won goud tijdens de Wereldkampioenschappen van 2019 en 2023. Ook won ze goud tijdens de Pan-Amerikaanse kampioenschappen van 2018 en 2019.

## Resultaten
Wereldkampioenschappen 2018 in Bakoe –57 kg
 Panamerikaanse kampioenschappen 2018 in San José –57 kg
 Panamerikaanse kampioenschappen 2019 in Lima –57 kg
 Wereldkampioenschappen 2019 in Tokio –57 kg
 Gemenebestspelen 2022 in Birmingham –57 kg
 Wereldkampioenschappen 2023 in Doha –57 kg
 Wereldkampioenschappen 2024 in Abu Dhabi –57 kg
 Olympische Zomerspelen 2024 in Parijs -57 kg
1992: Miriam Blasco ·
1996: Driulis González ·
2000: Isabel Fernández ·
2004: Yvonne Bönisch ·
2008: Giulia Quintavalle · 
2012: Kaori Matsumoto · 
2016: Rafaela Silva · 
2020: Nora Gjakova · 
2024: Christa Deguchi